# Viadana
Viadana là một đô thị tại tỉnh Mantova trong vùng Lombardia của Italia, có vị trí cách khoảng 120 km về phía đông nam của Milano và khoảng 35 km về phía tây nam của Mantova.
Viadana giáp các đô thị: Boretto, Borgoforte, Brescello, Casalmaggiore, Commessaggio, Dosolo, Gazzuolo, Marcaria, Mezzani, Motteggiana, Pomponesco, Sabbioneta, Suzzara.
Đây là quê hương của Rugby Viadana.